# 레이프 오베 안스네스

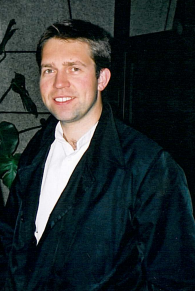

레이프 오베 안스네스 (1970년 4월 7일생)는 노르웨이의 피아니스트이자 실내악인이다. 안드네스는 버진 앤 EMI의 현재 "베토벤 여행" 프로젝트에서 이 작곡가의 피아노 협주곡 5곡을 모두 말러 챔버 오케스트라에서 연주하고 녹음했으며, 이 곡들은 소니 클래식(Sony Classical)에서 발매되었다.
안스네스는 카르메이에서 태어나 1987년 오슬로에서 데뷔한 베르겐 음악원에서 공부했다. 1989년 오슬로 필하모닉과 함께 에든버러 페스티벌에, 1990년 네메 야르비가 지휘한 클리블랜드 오케스트라와 함께 영국에 출연하였다. 그는 에드바르 그리그의 작품들의 연주로 유명하다. 안스네스는 디누 리파티, 스비아토슬라프 리히터, 아르투로 베네데티 미켈란젤리, 언더 게저를 우상으로 꼽는다.